# Annientamento (film)
Annientamento (Annihilation) è un film del 2018 scritto e diretto da Alex Garland.
La pellicola è l'adattamento cinematografico dell'omonimo romanzo scritto da Jeff VanderMeer.

## Trama
La professoressa di biologia ed ex-soldato Lena è tenuta in quarantena da quando è tornata dalla sua missione per esplorare un fenomeno anomalo definito il "Bagliore", in quanto solo lei e suo marito sono riusciti a fare ritorno. Attraverso un flashback, Lena racconta la sua storia durante una seduta con i militari.
Kane, soldato e marito di Lena, si era avventurato nella zona disastrata dell'Area X con la sua squadra, per poi presentarsi a casa sua inaspettatamente dopo quasi un anno dalla sua missione. Egli non ha memoria di ciò che è successo nell'Area X e in breve tempo si ammala gravemente finendo in uno stato comatoso. Lena entra in contatto con il gruppo militare segreto per cui lavorava Kane, conoscendo la dottoressa Ventress, psicologa, la quale le spiega che l'Area X è una zona nella quale tre anni prima era caduto un corpo celeste che aveva dato inizio a un misterioso fenomeno biologico elettromagnetico capace di impedire l'uso dei droni, e tutti coloro che si sono avventurati nella zona, con l'eccezione del morente Kane, non sono mai tornati. Ventress offre a Lena la possibilità di unirsi alla nuova squadra per raggiungere il "Bagliore", la fonte dell'Area X, e possibilmente trovare una cura per salvare Kane.
Lena accetta e nella squadra di Ventress conosce la fisica Josie Radeck, la geomorfologa Cass Sheppard e il paramedico Anya Thorensen. Entrate nell'Area X, le cinque donne iniziano a provare vuoti di memoria dimenticandosi gli avvenimenti di giorni interi e le apparecchiature GPS e la bussola smettono di funzionare. Durante il cammino trovano varie piante dai fiori variopinti mutanti, e in seguito uccidono un alligatore che le attacca presso la palude. Scoprono che il rettile stesso è un organismo mutante, notando che le sue fauci contengono più file di denti come uno squalo. Giunte a un insediamento militare abbandonato, il gruppo scopre gli effetti lasciati dalla squadra di Kane e una scheda di memoria con un messaggio. Trovano un filmato nel quale Kane sventra un soldato vivo, rivelando che il suo intestino è rimpiazzato da viscidi organismi semoventi. La sera, una creatura mutante irrompe nella base lacerando la recinzione e prende con sé Cass, uccidendola.
Proseguendo per raggiungere il faro dove è localizzato il Bagliore, il gruppo attraversa un villaggio dove trovano piante con forma di esseri umani. Josie ipotizza che il Bagliore smisti e riorganizzi il DNA in organismi mutati come un prisma che distorce e rarefa la luce, e si rendono conto che anche loro stanno iniziando a cambiare. La sera Anya impazzisce e tiene Lena, Josie e Ventress legate ad alcune sedie. Anya dice di avere scoperto che Kane era il marito di Lena e accusa il gruppo di avere ucciso Cass. Improvvisamente Anya ode Cass che grida aiuto ed esce per soccorrerla. Tuttavia viene assalita dalla creatura, un orso, capace di riprodurre le urla disperate della ragazza poiché la mente morente di Cass è stata rifratta dall'Area X e ora una parte della sua anima vive nella bestia mutante. L'orso entra nella casa e attacca Lena, ma alla fine Josie riesce a liberarsi, recuperare un'arma e ucciderlo.
Il gruppo inizia a considerare l'abbandono della missione e tornare indietro. Ventress decide di proseguire da sola per il faro. Josie inizia a trasformarsi in una pianta e Lena decide di raggiungere la fonte del Bagliore al faro. All'interno della struttura, Lena trova un corpo bruciato, un grosso buco e una videocamera con un filmato. Nella registrazione Lena vede Kane che descrive gli effetti che il Bagliore ha su di lui e chiede alla persona che lo sta filmando di andare da Lena, per poi suicidarsi usando una granata al fosforo bianco. Dopo essere bruciato, la persona a cui Kane ha parlato entra nell'inquadratura rivelando di essere una sua copia aliena.
Lena si inoltra nel buco e attraversando una galleria giunge in una tana dove trova Ventress, che afferma che il Bagliore farà espandere l'Area X sulla Terra, annientando e riorganizzando tutte le forme di vita. Ventress si tramuta in uno strano organismo dall'aspetto nuvoloso. Lena si avvicina alla misteriosa creatura, dal cui interno proviene una strana luce. Una goccia di sangue della donna viene assorbita dall'essere, il quale ne moltiplica le cellule e assume infine una forma umanoide. L'alieno imita i movimenti di Lena e alla fine ne assume l'aspetto. Approfittando del modo in cui la imita, Lena riesce a fare prendere in mano all'alieno una granata al fosforo e l'accende prima di scappare. L'alieno viene inghiottito dalle fiamme che si diffondono nel faro, mentre l'atmosfera dell'Area X cessa di esistere.
Terminata la seduta, Lena si ritrova con Kane, che si è rapidamente ripreso. Lena gli domanda se è il vero Kane, e lui risponde «non credo», chiedendole poi se lei è sicura di essere la vera Lena, senza ottenere risposta. Lena e Kane si abbracciano, mentre le loro iridi brillano in maniera innaturale.

## Produzione
Il 26 marzo 2013 la Paramount Pictures e la Scott Rudin Productions acquistano i diritti del romanzo Annientamento di Jeff VanderMeer. Il 31 ottobre 2014 Alex Garland viene scelto per dirigere e sceneggiare il film. Il 7 maggio 2015, dopo aver negoziato per il ruolo della protagonista con Julianne Moore e Tilda Swinton, viene scelta Natalie Portman.

### Riprese
Le riprese del film sono iniziate nella primavera del 2016 a Londra.

## Promozione
Il primo trailer del film viene diffuso il 27 settembre 2017, mentre la versione italiana il 3 ottobre dello stesso anno.

## Distribuzione
La pellicola è stata distribuita nelle sale cinematografiche statunitensi a partire dal 23 febbraio 2018. Nel gennaio 2018 le case di produzione del film, Paramount Pictures e Skydance, hanno stretto un accordo con Netflix: l'accordo prevede che la pellicola sia distribuita al cinema solo in tre nazioni (Stati Uniti, Canada e Cina), mentre nel resto del mondo direttamente sulla piattaforma Netflix 17 giorni dopo la distribuzione nei cinema, il 12 marzo.

### Divieti
Negli Stati Uniti, il film è stato vietato ai minori di 17 anni non accompagnati da adulti per la presenza di "violenza, immagini sanguinolente, sessualità e linguaggio non adatto". Mentre in Italia è stato vietato ai minori di 14 anni.

## Accoglienza

### Critica
Il film è stato accolto positivamente dalla critica: sul sito Rotten Tomatoes ottiene l'88% delle recensioni professionali positive, con un voto medio di 7,7 su 10, mentre su Metacritic ottiene un punteggio di 81 su 100.

## Riconoscimenti
- 2018 - Chicago Film Critics Association[13]
  - Migliori effetti visivi
- 2018 - People's Choice Awards[14]
  - Candidatura per il film drammatico preferito dal pubblico
  - Candidatura per la miglior star drammatica preferita dal pubblico a Natalie Portman
  - Candidatura per la miglior star drammatica preferita dal pubblico a Gina Rodriguez
- 2019 - Critics' Choice Awards[15]
  - Candidatura per il miglior film horror o di fantascienza